# Hartsburg (Missouri)
Hartsburg est un village du comté de Boone, dans le Missouri, aux États-Unis,. Situé au sud du comté, il est incorporé en 1902.

## Démographie
Lors du recensement de 2010, le village comptait une population de 103 habitants. Elle est estimée, en 2016, à 105 habitants.

## Source de la traduction
- (en) Cet article est partiellement ou en totalité issu de l’article de Wikipédia en anglais intitulé « Hartsburg, Missouri » (voir la liste des auteurs).